# Verdi (cratère)
Pour les articles homonymes, voir Verdi (homonymie).
Verdi est un relativement jeune cratère d'impact présent sur la surface de Mercure. Il fut nommé par l'Union astronomique internationale en hommage au compositeur italien d'opéras de la période romantique Giuseppe Verdi (1813-1901). La vaste couverture d'éjections et le champ des cratères secondaires se sont superposés aux matériaux de la plaine et aux anciens cratères.
Verdi se trouve dans la partie Nord du quadrangle de Shakespeare (en). Il est relativement important pour un cratère de Mercure. Avec un rebord adouci et une faible profondeur, il présente un diamètre d'environ 145 kilomètres (les estimations de sa taille ont varié). Comme son voisin Brahms, Verdi est un « cratère complexe avec un pic central et des parois en terrasse » et possède plusieurs cratères secondaires. Une autre caractéristique du cratère sont ses anneaux intérieurs discontinus.
Verdi fut d'abord observé par Mariner 10, une sonde spatiale lancée au début des années 1970 pour étudier Vénus et Mercure. Verdi et la plupart des autres cratères de la planète furent ensuite photographiés en 2011 par une sonde de la mission MESSENGER mise en orbite à cet effet par la NASA qui a légendé l'un de ses clichés « Meet Joe Green » (« Rencontre avec Giuseppe Verdi »).
Verdi est l'un des cratères de Mercure nommés d'après de célèbres compositeurs. Brahms (d'après Johannes Brahms), Scarlatti (d'après Domenico Scarlatti), et Couperin (d'après François Couperin) sont d'autres exemples de ces cratères aux noms de musiciens du quadrangle de Shakespeare (en). Nombre d'autres cratères de Mercure portent le nom de personnalités historiques de différents domaines culturels comme la littérature, la philosophie et les arts mais d'autres encore reflètent la culture populaire comme Walt Disney ou Muddy Waters,.